# Dværglivstræ
Dværglivstræ (Microbiota decussata) ses også betegnet sibirisk ene eller sibirisk dværgthuja, men selvom de tilhører samme familie (Cypres-familien) er der altså tale om en selvstændig slægt – hverken ene eller (dværg)thuja.
Dværglivstræ forekommer ikke vildt i Danmark, men ses hist og her i haver og parker. Det er en lavtvoksende stedsegrøn busk. Dværglivstræ bliver gerne brun om vinteren, men den grønne farve kommer igen forår eller sommer.